# Stockholmspärlor
Stockholmspärlor var en dokumentärserie på SVT mellan 1990 och 2001 med Jan Bergman som berättarröst. I programmet visas inslag som förändrade Stockholm från 1897 till 1969. 2010 släpptes en bok med samma innehåll. 1993 fick serien Stockholms Läns Hembygdsförbunds kulturpris.